# Zen 3
Zen 3 é o nome para uma microarquitetura de CPU da AMD, lançada em 5 de novembro de 2020. É o sucessor do Zen 2 e usa o processo de 7 nm da TSMC para os chiplets e o processo de 14 nm da GlobalFoundries para o chip de I/O nos chips de servidor de 12 nm para chips de desktop. O Zen 3 alimenta os processadores de desktop Ryzen 5000 (codinome "Vermeer") e processadores de servidor Epyc (codinome "Milan"). O Zen 3 é compatível com placas-mãe com chipsets da série 500; As placas de série 400 também receberam suporte em placas-mãe B450/X470 selecionadas com determinados BIOS. Zen 3 é a última microarquitetura antes da AMD mudar para memória DDR5 e novos soquetes, que são AM5 para os chips de desktop "Ryzen" ao lado de SP5 e SP6 para alimentar a plataforma de servidor EPYC e sTRX8. De acordo com a AMD, o Zen 3 tem 19% mais instruções por ciclo (IPC) em média do que o Zen 2.
Em 1 de abril de 2022, a AMD lançou a nova série Ryzen 6000 para laptops/mobile, usando a arquitetura Zen 3+ aprimorada com melhorias arquitetônicas notáveis para eficiência de energia e gerenciamento de energia. E um pouco mais tarde, em 20 de abril de 2022, a AMD também lançaria o processador de desktop Ryzen 7 5800X3D, que aumentou o desempenho dos jogos em cerca de +15% em média ao usar pela primeira vez em um produto de PC, um cache L3 3D empilhado verticalmente. Especificamente na forma de um cache L3 de 64 MB "3D V Cache" feito no mesmo processo TSMC N7 que o CCD Zen 3 de 8 núcleos, ao qual ele obtém ligação híbrida direta de cobre com cobre.

## Características
Como o primeiro "redesenho do zero" do núcleo da CPU Zen desde o lançamento original da família de arquitetura no início de 2017 com Zen 1/Ryzen 1000, o Zen 3 foi uma melhoria arquitetônica significativa em relação aos seus predecessores; tendo um aumento de IPC muito significativo de +19% em relação à arquitetura Zen 2 anterior, além de ser capaz de atingir velocidades de clock mais altas.
Assim como o Zen 2, o Zen 3 é composto de até 2 núcleos complexos (CCD) junto com um I/O die separado contendo os componentes de I/O. Um CCD Zen 3 é composto de um único núcleo complexo (CCX) contendo 8 núcleos de CPU e 32 MB de cache L3 compartilhado, isso contrasta com o Zen 2, onde cada CCD é composto por 2 CCX, cada um contendo 4 núcleos pareados com 16 MB de cache L3. A nova configuração permite que todos os 8 núcleos do CCX se comuniquem diretamente entre si e com o cache L3 em vez de ter que usar o IO die através do Infinity Fabric.
O Zen 3 (junto com as GPUs RDNA 2 da AMD) também implementou o Resizable BAR, um recurso opcional introduzido no PCIe 2.0, que foi denominado Smart Access Memory (SAM). Essa tecnologia permite que a CPU acesse diretamente todas as VRAMs das placas de vídeo compatíveis. A Intel e a Nvidia também implementaram esse recurso.

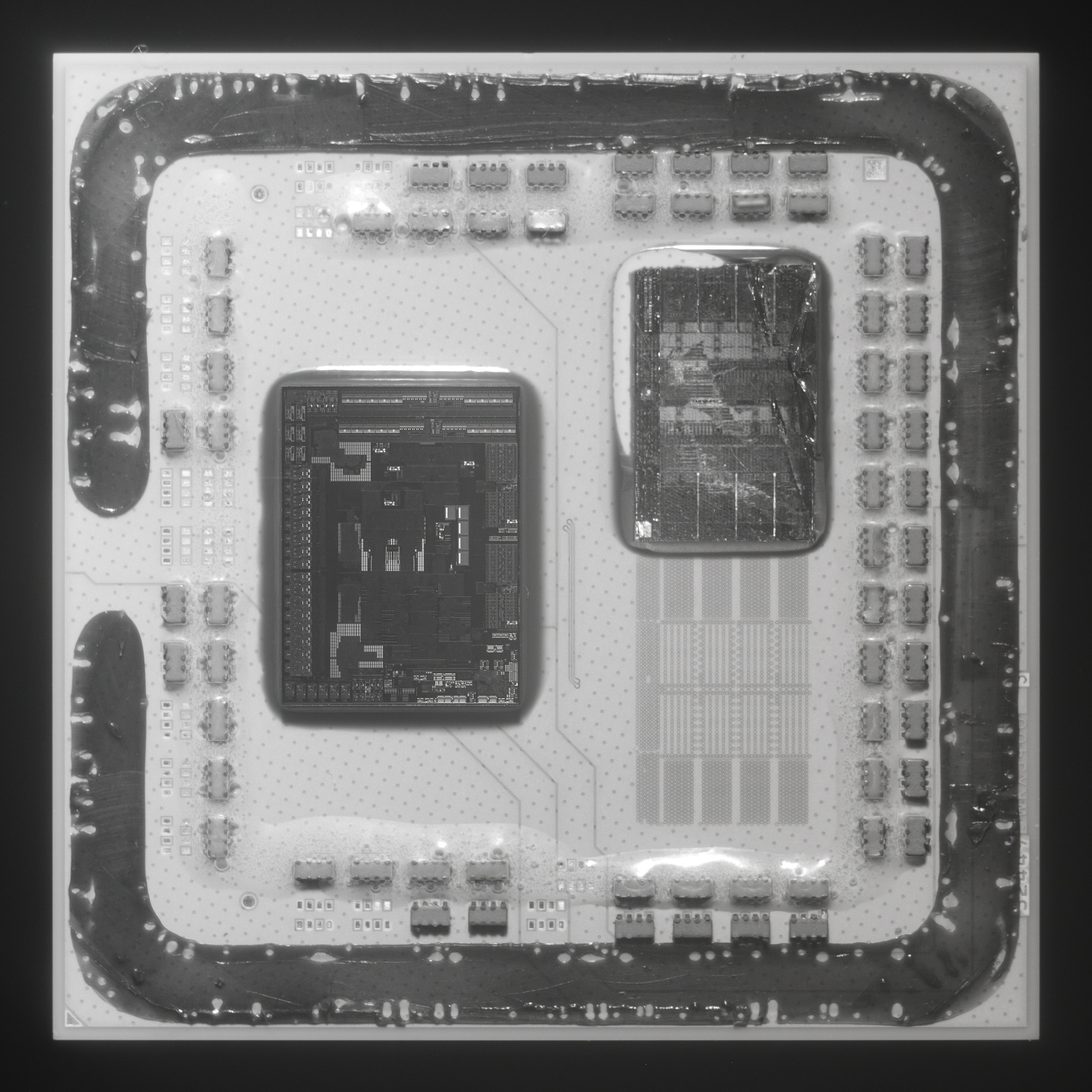
Um Ryzen 5 5600X sem tampa. Apenas um CCD de 6 núcleos está presente. Os contatos para um segundo CCD são visíveis.
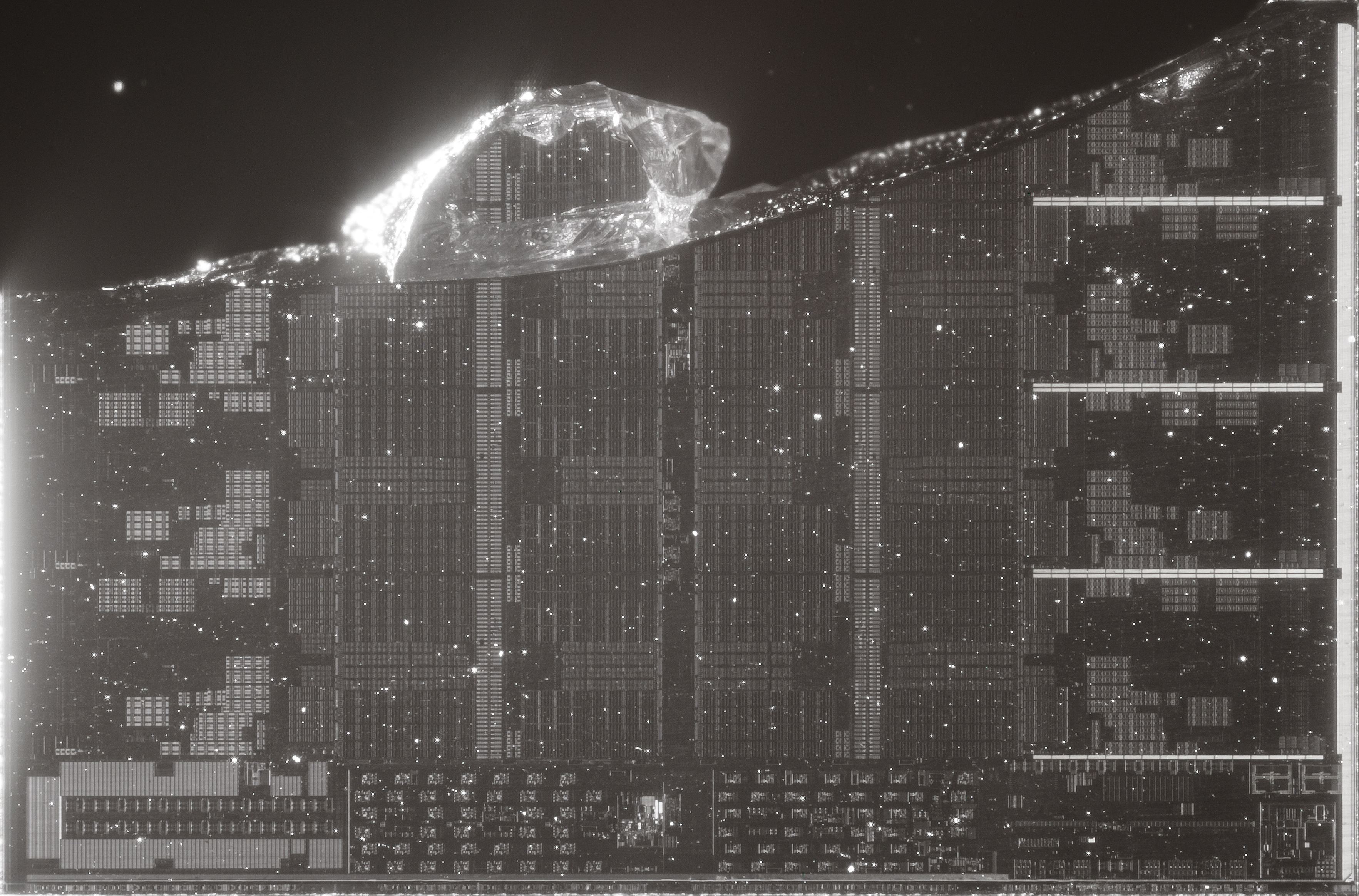
Close do CCD, feito sob iluminação infravermelha. Esta matriz foi danificada pelo processo de remoção da tampa.
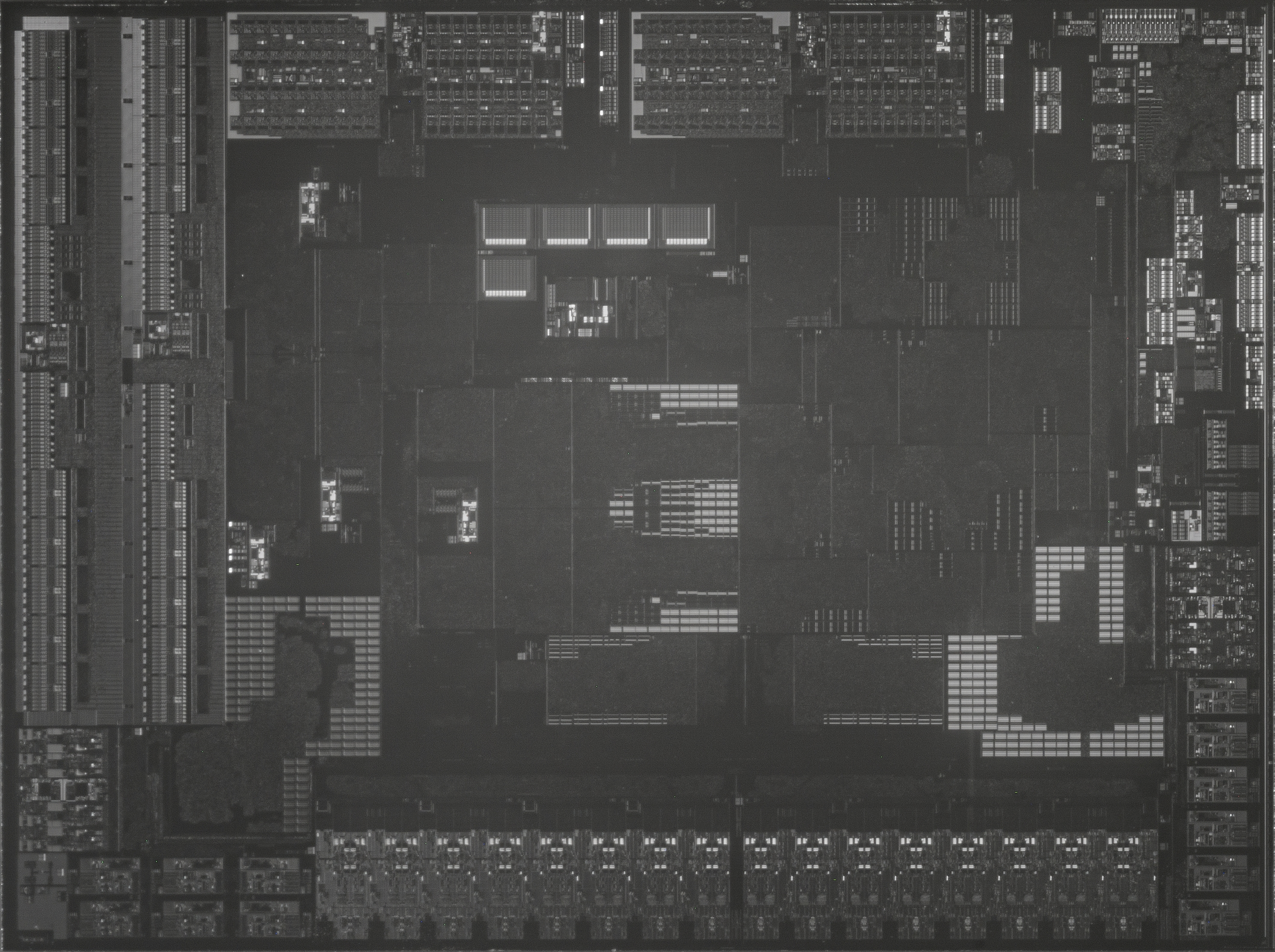
Close da matriz de I/O

No Zen 3, um único pool de cache L3 de 32 MB é compartilhado entre todos os 8 núcleos em um chiplet, em comparação aos dois pools de 16 MB do Zen 2, cada um compartilhado entre 4 núcleos em um complexo de núcleos, dos quais havia dois por chiplet. Esse novo arranjo melhora a taxa de acerto do cache, bem como o desempenho em situações que exigem que os dados do cache sejam trocados entre os núcleos, mas aumenta a latência do cache de 39 ciclos no Zen 2 para 46 ciclos de clock e reduz pela metade a largura de banda do cache por núcleo, embora ambos os problemas sejam parcialmente mitigados por velocidades de clock mais altas. A largura de banda total do cache em todos os 8 núcleos combinados permanece a mesma devido a preocupações com o consumo de energia. A capacidade e a latência do cache L2 permanecem as mesmas em 512 KB e 12 ciclos. Todas as operações de leitura e gravação do cache são feitas a 32 bytes por ciclo.
Em 20 de abril de 2022, a AMD lançou o R7 5800X3D. Ele apresenta, pela primeira vez em um produto de PC desktop, cache L3 vertical empilhado em 3D. Seus 64 MB extras vêm por meio de um chip TSMC N7 (7 nm) "3D V Cache" híbrido direto de cobre para cobre ligado bem em cima dos 32 MB usuais do CCD Zen 3 de 8 núcleos, aumentando a capacidade total de cache L3 da CPU para 96 MB e trazendo melhorias significativas de desempenho para jogos em particular; agora rivalizando com processadores de consumo de ponta contemporâneos, sendo muito mais eficiente em termos de energia e rodando em placas-mãe mais antigas e mais baratas usando memória DDR4 acessível. E apesar de agora abranger vários chips e ser três vezes maior (96 MB vs 32 MB), o desempenho do cache L3 permanece quase idêntico; com o X3D adicionando apenas cerca de ≈ + 2 ns por meio de três a quatro ciclos adicionais de latência. Mais tarde, ele seria seguido pelo Ryzen 5 5600X3D e Ryzen 7 5700X3D para segmentos de mercado de baixo custo, e sucedido pela família Ryzen 7000X3D de processadores Zen 4 equipados com 3D V Cache na plataforma de soquete AM5 mais recente.

### Melhorias

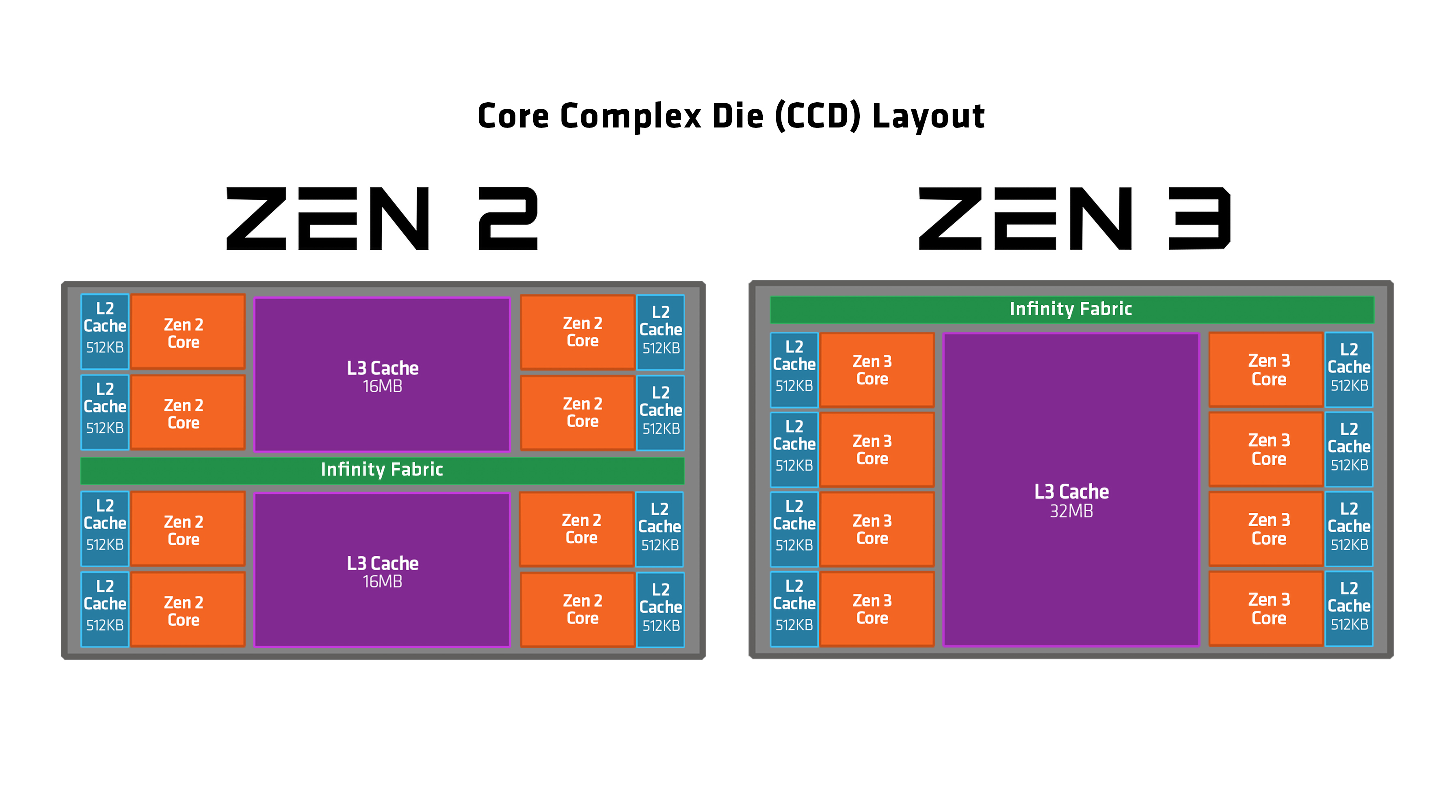
Comparação de layouts CCD para Zen 2 e Zen 3

O Zen 3 fez as seguintes melhorias em relação ao Zen 2:
- Um aumento de 19% nas instruções por clock
- O chiplet do núcleo base tem um único complexo de oito núcleos (contra dois complexos de quatro núcleos no Zen 2)
- Um pool de cache L3 unificado de 32 MB igualmente disponível para todos os 8 núcleos em um chiplet, em comparação aos dois pools de 16 MB do Zen 2, cada um compartilhado entre 4 núcleos em um complexo de núcleos.
  - No mobile: um L3 unificado de 16 MB
- Um CCX unificado de 8 núcleos (de 2x CCX de 4 núcleos por CCD)
- Aumento da largura de banda de previsão de ramificação. O tamanho do buffer de destino da ramificação L1 aumentou para 1024 entradas (vs 512 no Zen 2)
- Novas instruções
  - VAES - instruções Vector AES de 256 bits
  - INVLPGB - Liberação de TLB de transmissão
  - CET_SS - Tecnologia de Aplicação de Fluxo de Controle (Control-flow integrity) / Shadow Stack
- Unidades inteiras melhoradas
  - Agendador de inteiros de 96 entradas (acima de 92)
  - Arquivo de registro físico com 192 entradas (acima de 180)
  - 10 edições por ciclo (acima de 7)
  - Buffer de reordenação de 256 entradas (acima de 224)
  - Menos ciclos para operações DIV/IDIV (10...20 de 16...46)
- Unidades de ponto flutuante melhoradas
  - Largura de despacho de 6 µOP (acima de 4)
  - Latência de FMA reduzida em 1 ciclo (de 5 para 4)
- Cache L3 de biblioteca densa empilhada verticalmente em 3D de 64 MB adicional (em modelos -X3D)

## Tabelas de recursos

### CPUs
Tabela de recursos de CPU

### APUs
Tabela de recursos de APU

## Produtos

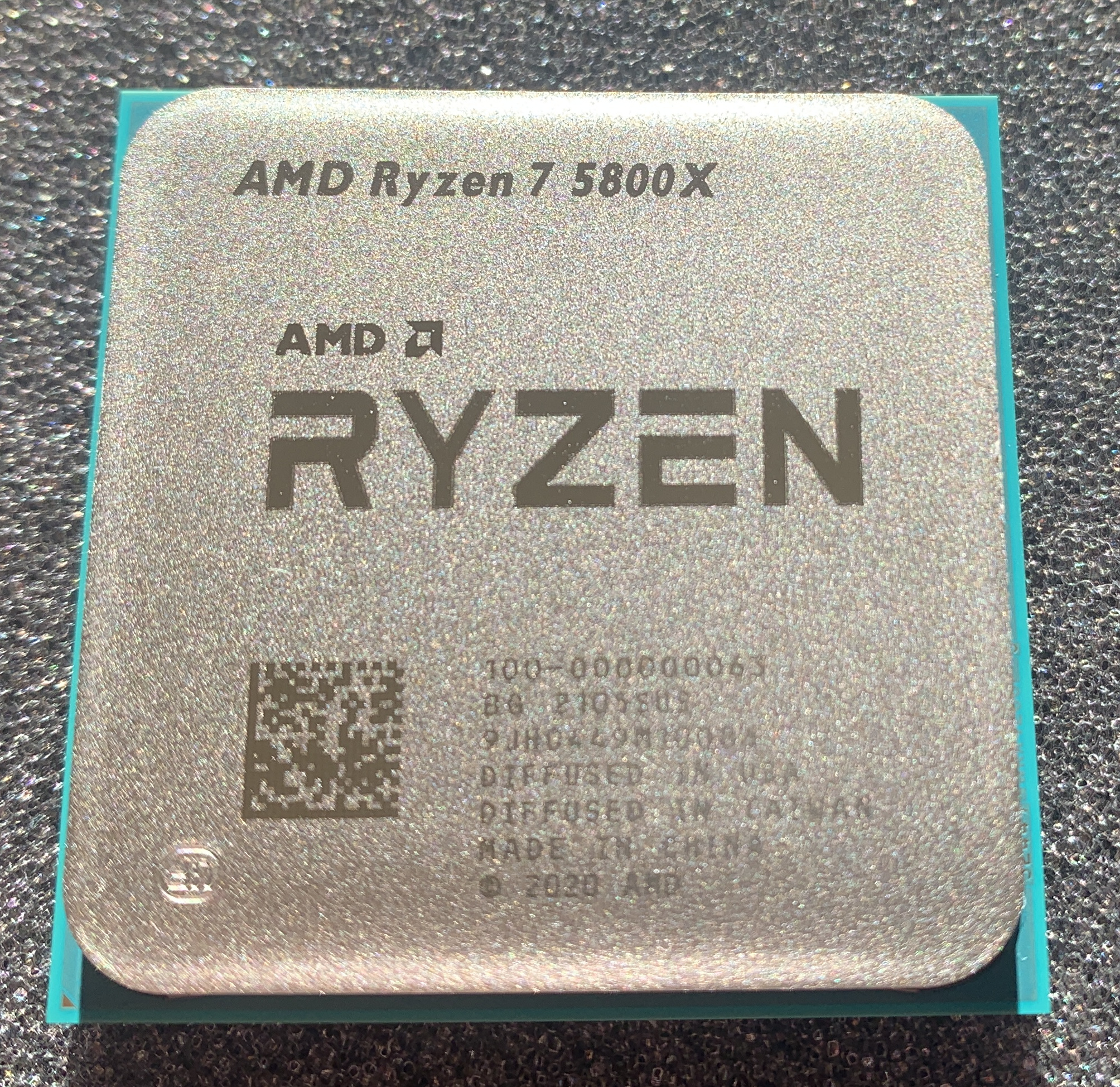
AMD Ryzen 7 5800X

Em 8 de outubro de 2020, a AMD anunciou quatro processadores Ryzen para desktop baseados em Zen 3, consistindo em uma CPU Ryzen 5, uma Ryzen 7 e duas Ryzen 9 e apresentando entre 6 e 16 núcleos.

### CPUs de desktop
As CPUs de desktop da série Ryzen 5000 têm o codinome Vermeer. Os modelos na segunda tabela são baseados em APUs Cezanne com a GPU integrada desabilitada. Enquanto isso, a série Ryzen Threadripper Pro 5000 tem o codinome Chagall.
Recursos comuns das CPUs de desktop Ryzen 5000:
- Socket: AM4.
- Todas as CPUs suportam DDR4-3200 no modo dual-channel.
- Cache L1: 64 KB (32 KB de dados + 32 KB de instrução) por núcleo.
- Cache L2: 512 KB por núcleo.
- Todas as CPUs suportam 24 pistas PCIe 4.0. 4 das pistas são reservadas como link para o chipset.
- Sem gráficos integrados.
- Processo de fabricação: TSMC 7FF.

| Marca e modelo | Marca e modelo | Cores (threads) | Solução térmica | Taxa de clock (GHz) | Taxa de clock (GHz) | Cache L3 (total) | TDP   | Chiplets         | Core config | Data de lançamento                 | MSRP    |
| Marca e modelo | Marca e modelo | Cores (threads) | Solução térmica | Base                | Boost               | Cache L3 (total) | TDP   | Chiplets         | Core config | Data de lançamento                 | MSRP    |
| -------------- | -------------- | --------------- | --------------- | ------------------- | ------------------- | ---------------- | ----- | ---------------- | ----------- | ---------------------------------- | ------- |
| Ryzen 9        | 5950X          | 16 (32)         | N/A             | 3.4                 | 4.9                 | 64 MB            | 105 W | 2 × CCD 1 × I/OD | 2 × 8       | 5 de novembro de 2020              | US $799 |
| Ryzen 9        | 5900XT         | 16 (32)         | N/A             | 3.3                 | 4.8                 | 64 MB            | 105 W | 2 × CCD 1 × I/OD | 2 × 8       | julho de 2024                      | TBA     |
| Ryzen 9        | 5900X          | 12 (24)         | N/A             | 3.7                 | 4.8                 | 64 MB            | 105 W | 2 × CCD 1 × I/OD | 2 × 6       | 5 de novembro de 2020              | US $549 |
| Ryzen 9        | 5900           | 12 (24)         | N/A             | 3.0                 | 4.7                 | 64 MB            | 65 W  | 2 × CCD 1 × I/OD | 2 × 6       | 12 de janeiro de 2021              | OEM     |
| Ryzen 9        | Pro 5945       | 12 (24)         | N/A             | 3.0                 | 4.7                 | 64 MB            | 65 W  | 2 × CCD 1 × I/OD | 2 × 6       | setembro de 2022                   | OEM     |
| Ryzen 7        | 5800X3D        | 8 (16)          | N/A             | 3.4                 | 4.5                 | 96 MB            | 105 W | 1 × CCD 1 × I/OD | 1 × 8       | 20 de abril de 2022                | US $449 |
| Ryzen 7        | 5800XT         | 8 (16)          | Wraith Prism    | 3.8                 | 4.8                 | 32 MB            | 105 W | 1 × CCD 1 × I/OD | 1 × 8       | julho de 2024                      | TBA     |
| Ryzen 7        | 5800X          | 8 (16)          | —               | 3.8                 | 4.7                 | 32 MB            | 105 W | 1 × CCD 1 × I/OD | 1 × 8       | 5 de novembro de 2020              | US $449 |
| Ryzen 7        | 5800           | 8 (16)          | —               | 3.4                 | 4.6                 | 32 MB            | 65 W  | 1 × CCD 1 × I/OD | 1 × 8       | 12 de janeiro de 2021              | OEM     |
| Ryzen 7        | 5700X3D        | 8 (16)          | —               | 3.0                 | 4.1                 | 96 MB            | 105 W | 1 × CCD 1 × I/OD | 1 × 8       | 13 de janeiro de 2024              | US $249 |
| Ryzen 7        | 5700X          | 8 (16)          | —               | 3.4                 | 4.6                 | 32 MB            | 65 W  | 1 × CCD 1 × I/OD | 1 × 8       | 4 de abril de 2022                 | US $299 |
| Ryzen 7        | Pro 5845       | 8 (16)          | —               | 3.4                 | 4.6                 | 32 MB            | 65 W  | 1 × CCD 1 × I/OD | 1 × 8       | setembro de 2022                   | OEM     |
| Ryzen 5        | 5600X3D        | 6 (12)          | —               | 3.3                 | 4.4                 | 96 MB            | 105 W | 1 × CCD 1 × I/OD | 1 × 6       | 7 de julho de 2023 Somente nos EUA | US $229 |
| Ryzen 5        | 5600X          | 6 (12)          | Wraith Stealth  | 3.7                 | 4.6                 | 32 MB            | 65 W  | 1 × CCD 1 × I/OD | 1 × 6       | 5 de novembro de 2020              | US $299 |
| Ryzen 5        | 5600           | 6 (12)          | Wraith Stealth  | 3.5                 | 4.4                 | 32 MB            | 65 W  | 1 × CCD 1 × I/OD | 1 × 6       | 4 de abril de 2022                 | US $199 |
| Ryzen 5        | Pro 5645       | 6 (12)          | N/A             | 3.7                 | 4.6                 | 32 MB            | 65 W  | 1 × CCD 1 × I/OD | 1 × 6       | setembro de 2022                   | OEM     |

1. ↑  Core Complexes (CCX) × cores por CCX

Recursos comuns das CPUs de desktop Ryzen 5000 (Cezanne):
- Socket: AM4.
- As CPUs suportam DDR4-3200 no modo dual-channel.
- Cache L1: 64 KB (32 KB de dados + 32 KB de instrução) por núcleo.
- Cache L2: 512 KB por núcleo.
- CPUs suportam 24 pistas PCIe 3.0. 4 das pistas são reservadas como link para o chipset.
- Sem gráficos integrados.
- Processo de fabricação: TSMC 7FF.

| Marca e modelo | Marca e modelo | Cores (threads) | Solução térmica | Taxa de clock (GHz) | Taxa de clock (GHz) | Cache L3 (total) | TDP  | Core config | Data de lançamento                                         | MSRP    |
| Marca e modelo | Marca e modelo | Cores (threads) | Solução térmica | Base                | Boost               | Cache L3 (total) | TDP  | Core config | Data de lançamento                                         | MSRP    |
| -------------- | -------------- | --------------- | --------------- | ------------------- | ------------------- | ---------------- | ---- | ----------- | ---------------------------------------------------------- | ------- |
| Ryzen 7        | 5700           | 8 (16)          | Wraith Stealth  | 3.7                 | 4.6                 | 16 MB            | 65 W | 1 × 8       | 4 de abril de 2022 (OEM) / 24 de dezembro de 2023 (Retail) | US $179 |
| Ryzen 5        | 5500           | 6 (12)          | Wraith Stealth  | 3.6                 | 4.2                 | 16 MB            | 65 W | 1 × 6       | 4 de abril de 2022                                         | US $159 |
| Ryzen 3        | 5100           | 4 (8)           | N/A             | 3.8                 | 4.2                 | 8 MB             | 65 W | 1 × 4       | 2023                                                       | OEM     |

1. ↑  Core Complexes (CCX) × cores por CCX

5100, 5500 e 5700 não têm suporte a ECC como APUs de desktop Ryzen 5000 não Pro.
Recursos comuns das CPUs de estação de trabalho Ryzen 5000:
- Socket: sWRX8.
- Todas as CPUs suportam DDR4-3200 no modo octa-channel.
- Cache L1: 64 KB (32 KB de dados + 32 KB de instrução) por núcleo.
- Cache L2: 512 KB por núcleo.
- Todas as CPUs suportam 128 pistas PCIe 4.0. 8 das pistas são reservadas como link para o chipset.
- Sem gráficos integrados.
- Processo de fabricação: TSMC 7FF.

| Marca e Modelo         | Marca e Modelo | Cores (threads) | Taxa de clock (GHz) | Taxa de clock (GHz) | Cache L3 (total) | TDP   | Chiplets         | Core config | Data de lançamento                    | MSRP           |
| Marca e Modelo         | Marca e Modelo | Cores (threads) | Base                | Boost               | Cache L3 (total) | TDP   | Chiplets         | Core config | Data de lançamento                    | MSRP           |
| ---------------------- | -------------- | --------------- | ------------------- | ------------------- | ---------------- | ----- | ---------------- | ----------- | ------------------------------------- | -------------- |
| Ryzen Threadripper PRO | 5995WX         | 64 (128)        | 2.7                 | 4.5                 | 256 MB           | 280 W | 8 × CCD 1 × I/OD | 8 × 8       | 8 de março de 2022 (OEM) / ? (retail) | OEM / US $6500 |
| Ryzen Threadripper PRO | 5975WX         | 32 (64)         | 3.6                 | 4.5                 | 128 MB           | 280 W | 4 × CCD 1 × I/OD | 4 x 8       | 8 de março de 2022 (OEM) / ? (retail) | OEM / US $3300 |
| Ryzen Threadripper PRO | 5965WX         | 24 (48)         | 3.8                 | 4.5                 | 128 MB           | 280 W | 4 × CCD 1 × I/OD | 4 × 6       | 8 de março de 2022 (OEM) / ? (retail) | OEM / US $2400 |
| Ryzen Threadripper PRO | 5955WX         | 16 (32)         | 4.0                 | 4.5                 | 64 MB            | 280 W | 2 × CCD 1 × I/OD | 2 x 8       | 8 de março de 2022                    | OEM            |
| Ryzen Threadripper PRO | 5945WX         | 12 (24)         | 4.1                 | 4.5                 | 64 MB            | 280 W | 2 × CCD 1 × I/OD | 2 × 6       | 8 de março de 2022                    | OEM            |

1. ↑  Core Complexes (CCXs) × cores por CCX

### APUs de desktop

#### Cezanne
Recursos comuns das APUs de desktop Ryzen 5000:
- Socket: AM4.
- Todas as CPUs suportam DDR4-3200 no modo dual-channel.
- Cache L1: 64 KB (32 KB de dados + 32 KB de instrução) por núcleo.
- Cache L2: 512 KB por núcleo.
- Todas as CPUs suportam 24 pistas PCIe 3.0. 4 das pistas são reservadas como link para o chipset.
- Inclui GPU integrada GCN 5ª geração.
- Processo de fabricação: TSMC 7FF.

| Marca e modelo | Marca e modelo | CPU             | CPU                 | CPU                 | CPU              | CPU         | GPU         | GPU           | GPU                             | Solução térmica | TDP  | Data de lançamento                                       | MSRP    |
| Marca e modelo | Marca e modelo | Cores (threads) | Taxa de clock (GHz) | Taxa de clock (GHz) | Cache L3 (total) | Core config | Clock (GHz) | Config        | Poder de processamento (GFLOPS) | Solução térmica | TDP  | Data de lançamento                                       | MSRP    |
| Marca e modelo | Marca e modelo | Cores (threads) | Base                | Boost               | Cache L3 (total) | Core config | Clock (GHz) | Config        | Poder de processamento (GFLOPS) | Solução térmica | TDP  | Data de lançamento                                       | MSRP    |
| -------------- | -------------- | --------------- | ------------------- | ------------------- | ---------------- | ----------- | ----------- | ------------- | ------------------------------- | --------------- | ---- | -------------------------------------------------------- | ------- |
| Ryzen 7        | 5700G          | 8 (16)          | 3.8                 | 4.6                 | 16 MB            | 1 × 8       | 2000        | 512:32:8 8 CU | 2048                            | Wraith Stealth  | 65 W | 13 de abril de 2021 (OEM) / 5 de agosto de 2021 (retail) | US $359 |
| Ryzen 7        | 5700GE         | 8 (16)          | 3.2                 | 4.6                 | 16 MB            | 1 × 8       | 2000        | 512:32:8 8 CU | 2048                            | Wraith Stealth  | 35 W | 13 de abril de 2021                                      | OEM     |
| Ryzen 5        | 5600GT         | 6 (12)          | 3.6                 | 4.6                 | 16 MB            | 1 × 6       | 1900        | 448:28:8 7 CU | 1702.4                          | Wraith Stealth  | 65 W | 31 de janeiro de 2024                                    | US $140 |
| Ryzen 5        | 5600G          | 6 (12)          | 3.9                 | 4.4                 | 16 MB            | 1 × 6       | 1900        | 448:28:8 7 CU | 1702.4                          | Wraith Stealth  | 65 W | 13 de abril de 2021 (OEM) / 5 de agosto de 2021 (retail) | US $259 |
| Ryzen 5        | 5600GE         | 6 (12)          | 3.4                 | 4.4                 | 16 MB            | 1 × 6       | 1900        | 448:28:8 7 CU | 1702.4                          | Wraith Stealth  | 35 W | 13 de abril de 2021                                      | OEM     |
| Ryzen 5        | 5500GT         | 6 (12)          | 3.6                 | 4.4                 | 16 MB            | 1 × 6       | 1900        | 448:28:8 7 CU | 1702.4                          | Wraith Stealth  | 65 W | 31 de janeiro de 2024                                    | US $125 |
| Ryzen 3        | 5300G          | 4 (8)           | 4.0                 | 4.2                 | 8 MB             | 1 × 4       | 1700        | 384:24:8 6 CU | 1305.6                          | OEM             | 65 W | 13 de abril de 2021                                      | OEM     |
| Ryzen 3        | 5300GE         | 4 (8)           | 3.6                 | 4.2                 | 8 MB             | 1 × 4       | 1700        | 384:24:8 6 CU | 1305.6                          | OEM             | 35 W | 13 de abril de 2021                                      | OEM     |

1. ↑  Core Complexes (CCX) × cores por CCX
2. ↑  Shaders Unificados: Unidades de Mapeamento de Textura: Unidades de Saída de Renderização e Unidades de Computação (CU)
3. ↑  O desempenho de precisão única é calculado a partir da velocidade de clock base (ou aumento) do núcleo com base em uma operação FMA.

1. 1 2 3 4 5 6  Modelo também disponível como versão PRO como 5350GE,[57] 5350G,[58] 5650GE,[59] 5650G,[60] 5750GE,[61] 5750G,[62] lançado em 1 de junho de 2021.[63]

### Mobile APUs

#### Cezanne
| Marca e modelo | Marca e modelo | CPU             | CPU                 | CPU                 | CPU              | CPU         | GPU             | GPU         | GPU            | GPU                             | TDP     | Data de lançamento  |
| Marca e modelo | Marca e modelo | Cores (threads) | Taxa de clock (GHz) | Taxa de clock (GHz) | Cache L3 (total) | Core config | Modelo          | Clock (GHz) | Config         | Poder de processamento (GFLOPS) | TDP     | Data de lançamento  |
| Marca e modelo | Marca e modelo | Cores (threads) | Base                | Boost               | Cache L3 (total) | Core config | Modelo          | Clock (GHz) | Config         | Poder de processamento (GFLOPS) | TDP     | Data de lançamento  |
| -------------- | -------------- | --------------- | ------------------- | ------------------- | ---------------- | ----------- | --------------- | ----------- | -------------- | ------------------------------- | ------- | ------------------- |
| Ryzen 9        | 5980HX         | 8 (16)          | 3.3                 | 4.8                 | 16 MB            | 1 × 8       | Radeon Graphics | 2.1         | 512:32:8 8 CUs | 2150.4                          | 35–54 W | 12 de junho de 2021 |
| Ryzen 9        | 5980HS         | 8 (16)          | 3.0                 | 4.8                 | 16 MB            | 1 × 8       | Radeon Graphics | 2.1         | 512:32:8 8 CUs | 2150.4                          | 35 W    | 12 de junho de 2021 |
| Ryzen 9        | 5900HX         | 8 (16)          | 3.3                 | 4.6                 | 16 MB            | 1 × 8       | Radeon Graphics | 2.1         | 512:32:8 8 CUs | 2150.4                          | 35–54 W | 12 de junho de 2021 |
| Ryzen 9        | 5900HS         | 8 (16)          | 3.0                 | 4.6                 | 16 MB            | 1 × 8       | Radeon Graphics | 2.1         | 512:32:8 8 CUs | 2150.4                          | 35 W    | 12 de junho de 2021 |
| Ryzen 7        | 5800H          | 8 (16)          | 3.2                 | 4.4                 | 16 MB            | 1 × 8       | Radeon Graphics | 2.0         | 512:32:8 8 CUs | 2048                            | 35–54 W | 12 de junho de 2021 |
| Ryzen 7        | 5800HS         | 8 (16)          | 2.8                 | 4.4                 | 16 MB            | 1 × 8       | Radeon Graphics | 2.0         | 512:32:8 8 CUs | 2048                            | 35 W    | 12 de junho de 2021 |
| Ryzen 7        | 5800U          | 8 (16)          | 1.9                 | 4.4                 | 16 MB            | 1 × 8       | Radeon Graphics | 2.0         | 512:32:8 8 CUs | 2048                            | 10–25 W | 12 de junho de 2021 |
| Ryzen 5        | 5600H          | 6 (12)          | 3.3                 | 4.2                 | 16 MB            | 1 × 6       | Radeon Graphics | 1.8         | 448:28:8 7 CUs | 1612.8                          | 35–54 W | 12 de junho de 2021 |
| Ryzen 5        | 5600HS         | 6 (12)          | 3.0                 | 4.2                 | 16 MB            | 1 × 6       | Radeon Graphics | 1.8         | 448:28:8 7 CUs | 1612.8                          | 35 W    | 12 de junho de 2021 |
| Ryzen 5        | 5600U          | 6 (12)          | 2.3                 | 4.2                 | 16 MB            | 1 × 6       | Radeon Graphics | 1.8         | 448:28:8 7 CUs | 1612.8                          | 10–25 W | 12 de junho de 2021 |
| Ryzen 5        | 5560U          | 6 (12)          | 2.3                 | 4.0                 | 8 MB             | 1 × 6       | Radeon Graphics | 1.6         | 384:24:8 6 CUs | 1228.8                          | 10–25 W | 12 de junho de 2021 |
| Ryzen 3        | 5400U          | 4 (8)           | 2.7                 | 4.1                 | 8 MB             | 1 × 4       | Radeon Graphics | 1.6         | 384:24:8 6 CUs | 1228.8                          | 10–25 W | 12 de junho de 2021 |

1. ↑  Todas as iGPUs são da marca AMD Radeon Graphics.

1. ↑  Core Complexes (CCX) × cores por CCX
2. ↑  Shaders Unificados: Unidades de Mapeamento de Textura: Unidades de Saída de Renderização e unidade de computação (CU)
3. ↑  O desempenho de precisão única é calculado a partir da velocidade básica (ou boost) do clock do núcleo com base em uma operação FMA.

1. 1 2 3  Modelo também disponível como versão PRO como 5450U,[79] 5650U,[80] 5850U,[81] lançado em 16 de março de 2021.

#### Barceló
| Marca e modelo | Marca e modelo | CPU             | CPU                 | CPU                 | CPU              | CPU         | GPU             | GPU         | GPU            | GPU                             | TDP  | Data de lançamento   |
| Marca e modelo | Marca e modelo | Cores (threads) | Taxa de clock (GHz) | Taxa de clock (GHz) | Cache L3 (total) | Core config | Modelo          | Clock (GHz) | Config         | Poder de processamento (GFLOPS) | TDP  | Data de lançamento   |
| Marca e modelo | Marca e modelo | Cores (threads) | Base                | Boost               | Cache L3 (total) | Core config | Modelo          | Clock (GHz) | Config         | Poder de processamento (GFLOPS) | TDP  | Data de lançamento   |
| -------------- | -------------- | --------------- | ------------------- | ------------------- | ---------------- | ----------- | --------------- | ----------- | -------------- | ------------------------------- | ---- | -------------------- |
| Ryzen 7        | 5825U          | 8 (16)          | 2.0                 | 4.5                 | 16 MB            | 1 × 8       | Radeon Graphics | 2.0         | 512:32:8 8 CUs | 2048                            | 15 W | 4 de janeiro de 2022 |
| Ryzen 5        | 5625U          | 6 (12)          | 2.3                 | 4.3                 | 16 MB            | 1 × 6       | Radeon Graphics | 1.8         | 448:28:8 7 CUs | 1612.8                          | 15 W | 4 de janeiro de 2022 |
| Ryzen 3        | 5125C          | 2 (4)           | 3.0                 | —                   | 8 MB             | 1 × 2       | Radeon Graphics | ?           | 192:12:8 3 CU  | ?                               | 15 W | 5 de maio de 2022    |

1. ↑  Todas as iGPUs são da marca AMD Radeon Graphics.

1. ↑  Core Complexes (CCX) × cores por CCX
2. ↑  Shaders Unificados: Unidades de Mapeamento de Textura: Unidades de Saída de Renderização e unidade de computação (CU)
3. ↑  O desempenho de precisão única é calculado a partir da velocidade básica (ou boost) do clock do núcleo com base em uma operação FMA.

1. 1 2  Modelo também disponível como versão PRO como 5475U,[91] 5675U,[92] 5875U,[93] lançado em 19 de abril de 2022.
2. 1 2  Modelo também disponível como versão otimizada para Chromebook como 5425C,[94] 5625C,[95] 5825C,[96] lançado em 5 de maio de 2022.

#### Barceló-R
Recursos comuns das APUs de notebook Ryzen 7030:
- Soquete: FP6
- Todas as CPUs suportam DDR4-3200 ou LPDDR4-4266 no modo dual-channel.
- Cache L1: 64 KB (32 KB de dados + 32 KB de instrução) por núcleo.
- Cache L2: 512 KB por núcleo.
- Todas as CPUs suportam 16 pistas PCIe 3.0.
- Inclui GPU GCN 5th geração.
- Processo de fabricação: TSMC 7 nm FinFET.

| Marca e modelo | Marca e modelo | CPU             | CPU                 | CPU                 | CPU              | CPU         | GPU       | GPU         | GPU                             | TDP  | Data de lançamento |
| Marca e modelo | Marca e modelo | Cores (threads) | Taxa de clock (GHz) | Taxa de clock (GHz) | Cache L3 (total) | Core config | Modelo    | Clock (GHz) | Poder de processamento (GFLOPS) | TDP  | Data de lançamento |
| Marca e modelo | Marca e modelo | Cores (threads) | Base                | Boost               | Cache L3 (total) | Core config | Modelo    | Clock (GHz) | Poder de processamento (GFLOPS) | TDP  | Data de lançamento |
| -------------- | -------------- | --------------- | ------------------- | ------------------- | ---------------- | ----------- | --------- | ----------- | ------------------------------- | ---- | ------------------ |
| Ryzen 7        | (PRO) 7730U    | 8 (16)          | 2.0                 | 4.5                 | 16 MB            | 1 × 8       | Vega 8 CU | 2.0         | 2048                            | 15 W | 4 janeiro 2023     |
| Ryzen 5        | (PRO) 7530U    | 6 (12)          | 2.0                 | 4.5                 | 16 MB            | 1 × 6       | Vega 7 CU | 2.0         | 1792                            | 15 W | 4 janeiro 2023     |
| Ryzen 3        | (PRO) 7330U    | 4 (8)           | 2.3                 | 4.3                 | 8 MB             | 1 × 4       | Vega 6 CU | 1.8         | 1382.4                          | 15 W | 4 janeiro 2023     |

1. ↑  Core Complexes (CCX) × cores por CCX
2. ↑  O desempenho de precisão simples é calculado a partir da velocidade de clock do núcleo base (ou boost) com base em uma operação FMA.

### Embedded CPUs
| Modelo | Data de lançamento     | Fab      | CPU            | CPU                 | CPU                 | CPU                              | CPU             | CPU   | Socket | Suporte PCIe          | Suporte de memória     | TDP  |
| Modelo | Data de lançamento     | Fab      | Cores (Thread) | Taxa de clock (GHz) | Taxa de clock (GHz) | Cache                            | Cache           | Cache | Socket | Suporte PCIe          | Suporte de memória     | TDP  |
| Modelo | Data de lançamento     | Fab      | Cores (Thread) | Base                | Boost               | L1                               | L2              | L3    | Socket | Suporte PCIe          | Suporte de memória     | TDP  |
| ------ | ---------------------- | -------- | -------------- | ------------------- | ------------------- | -------------------------------- | --------------- | ----- | ------ | --------------------- | ---------------------- | ---- |
| V3C14  | 27 de setembro de 2022 | TSMC 7FF | 4 (8)          | 2.3                 | 3.8                 | 32 KB inst. 32 KB dados por core | 512 KB por core | 8 MB  | FP7r2  | 20 (8+4+4+4) PCIe 4.0 | DDR5-4800 dual-channel | 15 W |
| V3C44  | 27 de setembro de 2022 | TSMC 7FF | 4 (8)          | 3.5                 | 3.8                 | 32 KB inst. 32 KB dados por core | 512 KB por core | 8 MB  | FP7r2  | 20 (8+4+4+4) PCIe 4.0 | DDR5-4800 dual-channel | 45 W |
| V3C16  | 27 de setembro de 2022 | TSMC 7FF | 6 (12)         | 2.0                 | 3.8                 | 32 KB inst. 32 KB dados por core | 512 KB por core | 16 MB | FP7r2  | 20 (8+4+4+4) PCIe 4.0 | DDR5-4800 dual-channel | 15 W |
| V3C18I | 27 de setembro de 2022 | TSMC 7FF | 8 (16)         | 1.9                 | 3.8                 | 32 KB inst. 32 KB dados por core | 512 KB por core | 16 MB | FP7r2  | 20 (8+4+4+4) PCIe 4.0 | DDR5-4800 dual-channel | 15 W |
| V3C48  | 27 de setembro de 2022 | TSMC 7FF | 8 (16)         | 3.3                 | 3.8                 | 32 KB inst. 32 KB dados por core | 512 KB por core | 16 MB | FP7r2  | 20 (8+4+4+4) PCIe 4.0 | DDR5-4800 dual-channel | 45 W |

### CPUs de servidor
A linha de chips de servidor Epyc baseada no Zen 3 é chamada Milan e é a geração final de chips usando o soquete SP3. O Epyc Milan foi lançado em 15 de março de 2021.
| Modelo | Preço (USD) | Fab      | Chiplets         | Cores (Thread) | Core config | Taxa de clock (GHz) | Taxa de clock (GHz) | Cache                             | Cache             | Cache                  | Socket & dimensionamento | TDP   |
| Modelo | Preço (USD) | Fab      | Chiplets         | Cores (Thread) | Core config | Base                | Boost               | L1                                | L2                | L3                     | Socket & dimensionamento | TDP   |
| ------ | ----------- | -------- | ---------------- | -------------- | ----------- | ------------------- | ------------------- | --------------------------------- | ----------------- | ---------------------- | ------------------------ | ----- |
| 7773X  | $8800       | TSMC 7FF | 8 × CCD 1 × I/OD | 64 (128)       | 8 × 8       | 2.20                | 3.50                | 32 KB inst. 32 KB data (por core) | 512 KB (por core) | 768 MB (96 MB por CCX) | SP3 (até) 2P             | 280 W |
| 7763   | $7890       | TSMC 7FF | 8 × CCD 1 × I/OD | 64 (128)       | 8 × 8       | 2.45                | 3.40                | 32 KB inst. 32 KB data (por core) | 512 KB (por core) | 256 MB 32 MB por CCX   | SP3 (até) 2P             | 280 W |
| 7713   | $7060       | TSMC 7FF | 8 × CCD 1 × I/OD | 64 (128)       | 8 × 8       | 2.00                | 3.675               | 32 KB inst. 32 KB data (por core) | 512 KB (por core) | 256 MB 32 MB por CCX   | SP3 (até) 2P             | 225 W |
| 7713P  | $5010       | TSMC 7FF | 8 × CCD 1 × I/OD | 64 (128)       | 8 × 8       | 2.00                | 3.675               | 32 KB inst. 32 KB data (por core) | 512 KB (por core) | 256 MB 32 MB por CCX   | SP3 1P                   | 225 W |
| 7663   | $6366       | TSMC 7FF | 8 × CCD 1 × I/OD | 56 (112)       | 8 × 7       | 2.00                | 3.50                | 32 KB inst. 32 KB data (por core) | 512 KB (por core) | 256 MB 32 MB por CCX   | SP3 (até) 2P             | 240 W |
| 7663P  | $3139       | TSMC 7FF | 8 × CCD 1 × I/OD | 56 (112)       | 8 × 7       | 2.00                | 3.50                | 32 KB inst. 32 KB data (por core) | 512 KB (por core) | 256 MB 32 MB por CCX   | SP3 1P                   | 240 W |
| 7643   | $4995       | TSMC 7FF | 8 × CCD 1 × I/OD | 48 (96)        | 8 × 6       | 2.30                | 3.60                | 32 KB inst. 32 KB data (por core) | 512 KB (por core) | 256 MB 32 MB por CCX   | SP3 (até) 2P             | 225 W |
| 7643P  | $2722       | TSMC 7FF | 8 × CCD 1 × I/OD | 48 (96)        | 8 × 6       | 2.30                | 3.60                | 32 KB inst. 32 KB data (por core) | 512 KB (por core) | 256 MB 32 MB por CCX   | SP3 1P                   | 225 W |
| 7573X  | $5590       | TSMC 7FF | 8 × CCD 1 × I/OD | 32 (64)        | 8 × 4       | 2.80                | 3.60                | 32 KB inst. 32 KB data (por core) | 512 KB (por core) | 768 MB (96 MB por CCX) | SP3 (até) 2P             | 280 W |
| 75F3   | $4860       | TSMC 7FF | 8 × CCD 1 × I/OD | 32 (64)        | 8 × 4       | 2.95                | 4.00                | 32 KB inst. 32 KB data (por core) | 512 KB (por core) | 256 MB (32 MB por CCX) | SP3 (até) 2P             | 280 W |
| 7543   | $3761       | TSMC 7FF | 8 × CCD 1 × I/OD | 32 (64)        | 8 × 4       | 2.80                | 3.70                | 32 KB inst. 32 KB data (por core) | 512 KB (por core) | 256 MB (32 MB por CCX) | SP3 (até) 2P             | 225 W |
| 7543P  | $2730       | TSMC 7FF | 8 × CCD 1 × I/OD | 32 (64)        | 8 × 4       | 2.80                | 3.70                | 32 KB inst. 32 KB data (por core) | 512 KB (por core) | 256 MB (32 MB por CCX) | SP3 1P                   | 225 W |
| 7513   | $2840       | TSMC 7FF | 8 × CCD 1 × I/OD | 32 (64)        | 8 × 4       | 2.60                | 3.65                | 32 KB inst. 32 KB data (por core) | 512 KB (por core) | 128 MB (16 MB por CCX) | SP3 (até) 2P             | 200 W |
| 7453   | $1570       | TSMC 7FF | 4 × CCD 1 × I/OD | 28 (56)        | 4 × 7       | 2.75                | 3.45                | 32 KB inst. 32 KB data (por core) | 512 KB (por core) | 64 MB (16 MB por CCX)  | SP3 (até) 2P             | 225 W |
| 7473X  | $3900       | TSMC 7FF | 8 × CCD 1 × I/OD | 24 (48)        | 8 × 3       | 2.80                | 3.70                | 32 KB inst. 32 KB data (por core) | 512 KB (por core) | 768 MB (96 MB por CCX) | SP3 (até) 2P             | 240 W |
| 74F3   | $2900       | TSMC 7FF | 8 × CCD 1 × I/OD | 24 (48)        | 8 × 3       | 3.20                | 4.00                | 32 KB inst. 32 KB data (por core) | 512 KB (por core) | 256 MB (32 MB por CCX) | SP3 (até) 2P             | 240 W |
| 7443   | $2010       | TSMC 7FF | 4 × CCD 1 × I/OD | 24 (48)        | 4 × 6       | 2.85                | 4.00                | 32 KB inst. 32 KB data (por core) | 512 KB (por core) | 128 MB (32 MB por CCX) | SP3 (até) 2P             | 200 W |
| 7443P  | $1337       | TSMC 7FF | 4 × CCD 1 × I/OD | 24 (48)        | 4 × 6       | 2.85                | 4.00                | 32 KB inst. 32 KB data (por core) | 512 KB (por core) | 128 MB (32 MB por CCX) | SP3 1P                   | 200 W |
| 7413   | $1825       | TSMC 7FF | 4 × CCD 1 × I/OD | 24 (48)        | 4 × 6       | 2.65                | 3.60                | 32 KB inst. 32 KB data (por core) | 512 KB (por core) | 128 MB (32 MB por CCX) | SP3 (até) 2P             | 180 W |
| 7373X  | $4185       | TSMC 7FF | 8 × CCD 1 × I/OD | 16 (32)        | 8 × 2       | 3.05                | 3.80                | 32 KB inst. 32 KB data (por core) | 512 KB (por core) | 768 MB (96 MB por CCX) | SP3 (até) 2P             | 240 W |
| 73F3   | $3521       | TSMC 7FF | 8 × CCD 1 × I/OD | 16 (32)        | 8 × 2       | 3.50                | 4.00                | 32 KB inst. 32 KB data (por core) | 512 KB (por core) | 256 MB (32 MB por CCX) | SP3 (até) 2P             | 240 W |
| 7343   | $1565       | TSMC 7FF | 4 × CCD 1 × I/OD | 16 (32)        | 4 × 4       | 3.20                | 3.90                | 32 KB inst. 32 KB data (por core) | 512 KB (por core) | 128 MB (32 MB por CCX) | SP3 (até) 2P             | 190 W |
| 7313   | $1083       | TSMC 7FF | 4 × CCD 1 × I/OD | 16 (32)        | 4 × 4       | 3.00                | 3.70                | 32 KB inst. 32 KB data (por core) | 512 KB (por core) | 128 MB (32 MB por CCX) | SP3 (até) 2P             | 155 W |
| 7313P  | $913        | TSMC 7FF | 4 × CCD 1 × I/OD | 16 (32)        | 4 × 4       | 3.00                | 3.70                | 32 KB inst. 32 KB data (por core) | 512 KB (por core) | 128 MB (32 MB por CCX) | SP3 1P                   | 155 W |
| 7303   | $604        | TSMC 7FF | 2 × CCD 1 × I/OD | 16 (32)        | 2 x 8       | 2.40                | 3.40                | 32 KB inst. 32 KB data (por core) | 512 KB (por core) | 64 MB (32 MB por CCX)  | SP3 (até) 2P             | 130 W |
| 7303P  | $594        | TSMC 7FF | 2 × CCD 1 × I/OD | 16 (32)        | 2 x 8       | 2.40                | 3.40                | 32 KB inst. 32 KB data (por core) | 512 KB (por core) | 64 MB (32 MB por CCX)  | SP3 1P                   | 130 W |
| 72F3   | $2468       | TSMC 7FF | 8 × CCD 1 × I/OD | 8 (16)         | 8 × 1       | 3.70                | 4.10                | 32 KB inst. 32 KB data (por core) | 512 KB (por core) | 256 MB (32 MB por CCX) | SP3 (até) 2P             | 180 W |
| 7203   | $348        | TSMC 7FF | 2 × CCD 1 × I/OD | 8 (16)         | 2 x 4       | 2.80                | 3.40                | 32 KB inst. 32 KB data (por core) | 512 KB (por core) | 64 MB (32 MB por CCX)  | SP3 (até) 2P             | 120 W |
| 7203P  | $338        | TSMC 7FF | 2 × CCD 1 × I/OD | 8 (16)         | 2 x 4       | 2.80                | 3.40                | 32 KB inst. 32 KB data (por core) | 512 KB (por core) | 64 MB (32 MB por CCX)  | SP3 1P                   | 120 W |

1. ↑  Core Complexes (CCX) × cores por CCX

## Zen 3+
Zen 3+ é o codinome para uma atualização da microarquitetura Zen 3, que foca em melhorias de eficiência energética. Foi lançado em abril de 2022 com a série Ryzen 6000 de processadores mobile.

### Recursos e melhorias
O Zen 3+ tem 50 recursos de gerenciamento de energia novos ou aprimorados em relação ao Zen 3, e também fornece uma estrutura de gerenciamento de energia adaptável, bem como novos estados de sono profundo. No total, isso traz melhorias na eficiência tanto durante o modo inativo quanto sob carga, com até 30% de aumento no desempenho por watt em relação ao Zen 3, bem como maior duração da bateria.
O IPC é idêntico ao do Zen 3; as melhorias de desempenho dos processadores mobile Ryzen 6000 em relação ao Ryzen 5000 decorrem de sua maior eficiência (portanto, mais desempenho em formatos com restrição de energia, como laptops), bem como das maiores velocidades de clock por serem construídos no nó TSMC N6 menor.
A implementação Rembrandt do Zen 3+ também tem suporte para memória DDR5 e LPDDR5.

### Produtos

#### Rembrandt
Em 1º de abril de 2022, a AMD lançou a série Ryzen 6000 de APUs mobile, codinome Rembrandt. Ela apresenta PCIe 4.0 e DDR5/LPDDR5 pela primeira vez em uma APU para laptop e também introduziu gráficos integrados RDNA2 no PC. Ela é construída no nó de 6 nm da TSMC.
Recursos comuns das APUs de notebook Ryzen 6000:
- Socket: FP7, FP7r2.
- Arquitetura Zen 3+.
- Todas as CPUs suportam DDR5-4800 ou LPDDR5-6400 no modo de dual-channel.
- Cache L1: 64 KB (32 KB de dados + 32 KB de instrução) por núcleo.
- Cache L2: 512 KB por núcleo.
- Todas as CPUs suportam 16 pistas PCIe 4.0.
- Inclui GPU integrada RDNA2.
- Processo de fabricação: TSMC 6 nm FinFET.

| Marca e modelo | Marca e modelo | CPU             | CPU                 | CPU                 | CPU              | CPU         | GPU         | GPU         | GPU             | GPU                             | TDP     | Data de lançamento   |
| Marca e modelo | Marca e modelo | Cores (threads) | Taxa de clock (GHz) | Taxa de clock (GHz) | Cache L3 (total) | Core config | Modelo      | Clock (GHz) | Config          | Poder de processamento (GFLOPS) | TDP     | Data de lançamento   |
| Marca e modelo | Marca e modelo | Cores (threads) | Base                | Boost               | Cache L3 (total) | Core config | Modelo      | Clock (GHz) | Config          | Poder de processamento (GFLOPS) | TDP     | Data de lançamento   |
| -------------- | -------------- | --------------- | ------------------- | ------------------- | ---------------- | ----------- | ----------- | ----------- | --------------- | ------------------------------- | ------- | -------------------- |
| Ryzen 9        | 6980HX         | 8 (16)          | 3.3                 | 5.0                 | 16 MB            | 1 × 8       | Radeon 680M | 2.4         | 768:48:8 12 CUs | 3686.4                          | 45 W    | 4 de janeiro de 2022 |
| Ryzen 9        | 6980HS         | 8 (16)          | 3.3                 | 5.0                 | 16 MB            | 1 × 8       | Radeon 680M | 2.4         | 768:48:8 12 CUs | 3686.4                          | 35 W    | 4 de janeiro de 2022 |
| Ryzen 9        | 6900HX         | 8 (16)          | 3.3                 | 4.9                 | 16 MB            | 1 × 8       | Radeon 680M | 2.4         | 768:48:8 12 CUs | 3686.4                          | 45 W    | 4 de janeiro de 2022 |
| Ryzen 9        | 6900HS         | 8 (16)          | 3.3                 | 4.9                 | 16 MB            | 1 × 8       | Radeon 680M | 2.4         | 768:48:8 12 CUs | 3686.4                          | 35 W    | 4 de janeiro de 2022 |
| Ryzen 7        | 6800H          | 8 (16)          | 3.2                 | 4.7                 | 16 MB            | 1 × 8       | Radeon 680M | 2.2         | 768:48:8 12 CUs | 3379.2                          | 45 W    | 4 de janeiro de 2022 |
| Ryzen 7        | 6800HS         | 8 (16)          | 3.2                 | 4.7                 | 16 MB            | 1 × 8       | Radeon 680M | 2.2         | 768:48:8 12 CUs | 3379.2                          | 35 W    | 4 de janeiro de 2022 |
| Ryzen 7        | 6800U          | 8 (16)          | 2.7                 | 4.7                 | 16 MB            | 1 × 8       | Radeon 680M | 2.2         | 768:48:8 12 CUs | 3379.2                          | 15–28 W | 4 de janeiro de 2022 |
| Ryzen 5        | 6600H          | 6 (12)          | 3.3                 | 4.5                 | 16 MB            | 1 × 6       | Radeon 660M | 1.9         | 384:24:8 6 CUs  | 1459.2                          | 45 W    | 4 de janeiro de 2022 |
| Ryzen 5        | 6600HS         | 6 (12)          | 3.3                 | 4.5                 | 16 MB            | 1 × 6       | Radeon 660M | 1.9         | 384:24:8 6 CUs  | 1459.2                          | 35 W    | 4 de janeiro de 2022 |
| Ryzen 5        | 6600U          | 6 (12)          | 2.9                 | 4.5                 | 16 MB            | 1 × 6       | Radeon 660M | 1.9         | 384:24:8 6 CUs  | 1459.2                          | 15–28 W | 4 de janeiro de 2022 |

1. 1 2 3 4 5 6 7 8  Modelo também disponível na versão PRO (6650U,[134] 6650H,[135] 6650HS,[136] 6850U,[137] 6850H,[138] 6850HS,[139] 6950H,[140] 6950HS,[141]) lançado em 19 de abril de 2022.

1. ↑  Core Complexes (CCX) × cores por CCX
2. ↑  Shaders Unificados: Unidades de Mapeamento de Textura: Unidades de Saída de Renderização e Unidades de Computação (CU)
3. ↑  O desempenho de precisão única é calculado a partir da velocidade de clock base (ou aumento) do núcleo com base em uma operação FMA.

#### Rembrandt-R
Rembrandt-R é o codinome de uma atualização dos processadores com codinome Rembrandt, lançados como a série Ryzen 7035 de APUs mobile em janeiro de 2023.
Recursos comuns das APUs de notebook Ryzen 7035:
- Soquete: FP7, FP7r2.
- Todas as CPUs suportam DDR5-4800 ou LPDDR5-6400 no modo dual-channel.
- Cache L1: 64 KB (32 KB de dados + 32 KB de instrução) por núcleo.
- Cache L2: 512 KB por núcleo.
- Todas as CPUs suportam 16 pistas PCIe 4.0.
- Inclui GPU RDNA 2 integrada.
- Processo de fabricação: TSMC 6 nm FinFET.

| Marca e modelo | Marca e modelo | CPU             | CPU                 | CPU                 | CPU              | CPU         | GPU        | GPU         | GPU                             | TDP     | Data de lançamento   |
| Marca e modelo | Marca e modelo | Cores (threads) | Taxa de clock (GHz) | Taxa de clock (GHz) | Cache L3 (total) | Core config | Modelo     | Clock (GHz) | Poder de processamento (GFLOPS) | TDP     | Data de lançamento   |
| Marca e modelo | Marca e modelo | Cores (threads) | Base                | Boost               | Cache L3 (total) | Core config | Modelo     | Clock (GHz) | Poder de processamento (GFLOPS) | TDP     | Data de lançamento   |
| -------------- | -------------- | --------------- | ------------------- | ------------------- | ---------------- | ----------- | ---------- | ----------- | ------------------------------- | ------- | -------------------- |
| Ryzen 7        | 7735HS         | 8 (16)          | 3.2                 | 4.75                | 16 MB            | 1 × 8       | 680M 12 CU | 2.2         | 3379.2                          | 35–54 W | 30 de abril de 2023  |
| Ryzen 7        | 7735H          | 8 (16)          | 3.2                 | 4.75                | 16 MB            | 1 × 8       | 680M 12 CU | 2.2         | 3379.2                          | 35–54 W | 30 de abril de 2023  |
| Ryzen 7        | 7736U          | 8 (16)          | 2.7                 | 4.7                 | 16 MB            | 1 × 8       | 680M 12 CU | 2.2         | 3379.2                          | 35–54 W | 4 de janeiro de 2023 |
| Ryzen 7        | 7735U          | 8 (16)          | 2.7                 | 4.75                | 16 MB            | 1 × 8       | 680M 12 CU | 2.2         | 3379.2                          | 15-28 W | 4 de janeiro de 2023 |
| Ryzen 7        | 7435HS         | 8 (16)          | 3.1                 | 4.5                 | 16 MB            | 1 × 8       | —          | —           | —                               | 35–54 W | 2024                 |
| Ryzen 7        | 7435H          | 8 (16)          | 3.1                 | 4.5                 | 16 MB            | 1 × 8       | —          | —           | —                               | 35–54 W | 2024                 |
| Ryzen 5        | 7535HS         | 6 (12)          | 3.3                 | 4.55                | 16 MB            | 1 × 6       | 660M 6 CU  | 1.9         | 1459.2                          | 35–54 W | 30 de abril de 2023  |
| Ryzen 5        | 7535H          | 6 (12)          | 3.3                 | 4.55                | 16 MB            | 1 × 6       | 660M 6 CU  | 1.9         | 1459.2                          | 35–54 W | 30 de abril de 2023  |
| Ryzen 5        | 7535U          | 6 (12)          | 2.9                 | 4.55                | 16 MB            | 1 × 6       | 660M 6 CU  | 1.9         | 1459.2                          | 15-30 W | 4 de janeiro de 2023 |
| Ryzen 5        | 7235HS         | 4 (8)           | 3.2                 | 4.2                 | 8 MB             | 1 × 4       | —          | —           | —                               | 35–53 W | 2024                 |
| Ryzen 5        | 7235H          | 4 (8)           | 3.2                 | 4.2                 | 8 MB             | 1 × 4       | —          | —           | —                               | 35–53 W | 2024                 |
| Ryzen 3        | 7335U          | 4 (8)           | 3.0                 | 4.3                 | 8 MB             | 1 × 4       | 660M 4 CU  | 1.8         | 921.6                           | 15–30 W | 4 de janeiro de 2024 |

1. ↑  Core Complexes (CCX) × cores por CCX
2. ↑  O desempenho de precisão simples é calculado a partir da velocidade de clock do núcleo base (ou boost) com base em uma operação FMA.

Recursos comuns das APUs de notebook Ryzen 7035:
- Soquete: FP7, FP7r2.
- Todas as CPUs suportam DDR5-4800 ou LPDDR5-6400 no modo dual-channel.
- Cache L1: 64 KB (32 KB de dados + 32 KB de instrução) por núcleo.
- Cache L2: 512 KB por núcleo.
- Todas as CPUs suportam 16 pistas PCIe 4.0.
- Inclui GPU RDNA 2 integrada.
- Processo de fabricação: TSMC 6 nm FinFET.

| Marca e modelo | Marca e modelo | CPU             | CPU                 | CPU                 | CPU              | CPU         | GPU        | GPU         | GPU                             | TDP     | Data de lançamento   |
| Marca e modelo | Marca e modelo | Cores (threads) | Taxa de clock (GHz) | Taxa de clock (GHz) | Cache L3 (total) | Core config | Modelo     | Clock (GHz) | Poder de processamento (GFLOPS) | TDP     | Data de lançamento   |
| Marca e modelo | Marca e modelo | Cores (threads) | Base                | Boost               | Cache L3 (total) | Core config | Modelo     | Clock (GHz) | Poder de processamento (GFLOPS) | TDP     | Data de lançamento   |
| -------------- | -------------- | --------------- | ------------------- | ------------------- | ---------------- | ----------- | ---------- | ----------- | ------------------------------- | ------- | -------------------- |
| Ryzen 7        | 7735HS         | 8 (16)          | 3.2                 | 4.75                | 16 MB            | 1 × 8       | 680M 12 CU | 2.2         | 3379.2                          | 35–54 W | 30 de abril de 2023  |
| Ryzen 7        | 7735H          | 8 (16)          | 3.2                 | 4.75                | 16 MB            | 1 × 8       | 680M 12 CU | 2.2         | 3379.2                          | 35–54 W | 30 de abril de 2023  |
| Ryzen 7        | 7736U          | 8 (16)          | 2.7                 | 4.7                 | 16 MB            | 1 × 8       | 680M 12 CU | 2.2         | 3379.2                          | 35–54 W | 4 de janeiro de 2023 |
| Ryzen 7        | 7735U          | 8 (16)          | 2.7                 | 4.75                | 16 MB            | 1 × 8       | 680M 12 CU | 2.2         | 3379.2                          | 15-28 W | 4 de janeiro de 2023 |
| Ryzen 7        | 7435HS         | 8 (16)          | 3.1                 | 4.5                 | 16 MB            | 1 × 8       | —          | —           | —                               | 35–54 W | 2024                 |
| Ryzen 7        | 7435H          | 8 (16)          | 3.1                 | 4.5                 | 16 MB            | 1 × 8       | —          | —           | —                               | 35–54 W | 2024                 |
| Ryzen 5        | 7535HS         | 6 (12)          | 3.3                 | 4.55                | 16 MB            | 1 × 6       | 660M 6 CU  | 1.9         | 1459.2                          | 35–54 W | 30 de abril de 2023  |
| Ryzen 5        | 7535H          | 6 (12)          | 3.3                 | 4.55                | 16 MB            | 1 × 6       | 660M 6 CU  | 1.9         | 1459.2                          | 35–54 W | 30 de abril de 2023  |
| Ryzen 5        | 7535U          | 6 (12)          | 2.9                 | 4.55                | 16 MB            | 1 × 6       | 660M 6 CU  | 1.9         | 1459.2                          | 15-30 W | 4 de janeiro de 2023 |
| Ryzen 5        | 7235HS         | 4 (8)           | 3.2                 | 4.2                 | 8 MB             | 1 × 4       | —          | —           | —                               | 35–53 W | 2024                 |
| Ryzen 5        | 7235H          | 4 (8)           | 3.2                 | 4.2                 | 8 MB             | 1 × 4       | —          | —           | —                               | 35–53 W | 2024                 |
| Ryzen 3        | 7335U          | 4 (8)           | 3.0                 | 4.3                 | 8 MB             | 1 × 4       | 660M 4 CU  | 1.8         | 921.6                           | 15–30 W | 4 de janeiro de 2024 |

1. ↑  Core Complexes (CCX) × cores por CCX
2. ↑  O desempenho de precisão simples é calculado a partir da velocidade de clock do núcleo base (ou boost) com base em uma operação FMA.